# Chrząszcze wielożerne

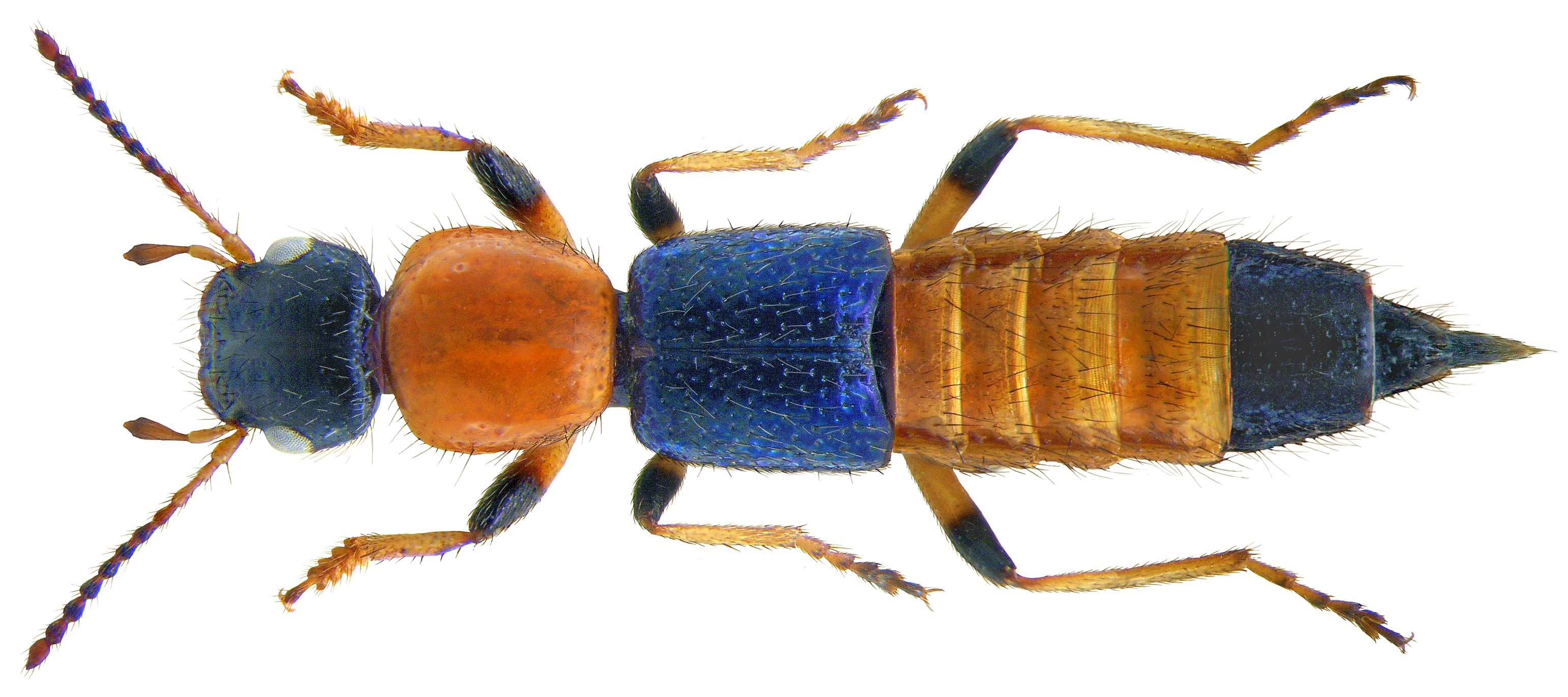
Żarlinek pobrzeżnik z rodziny kusakowatych.

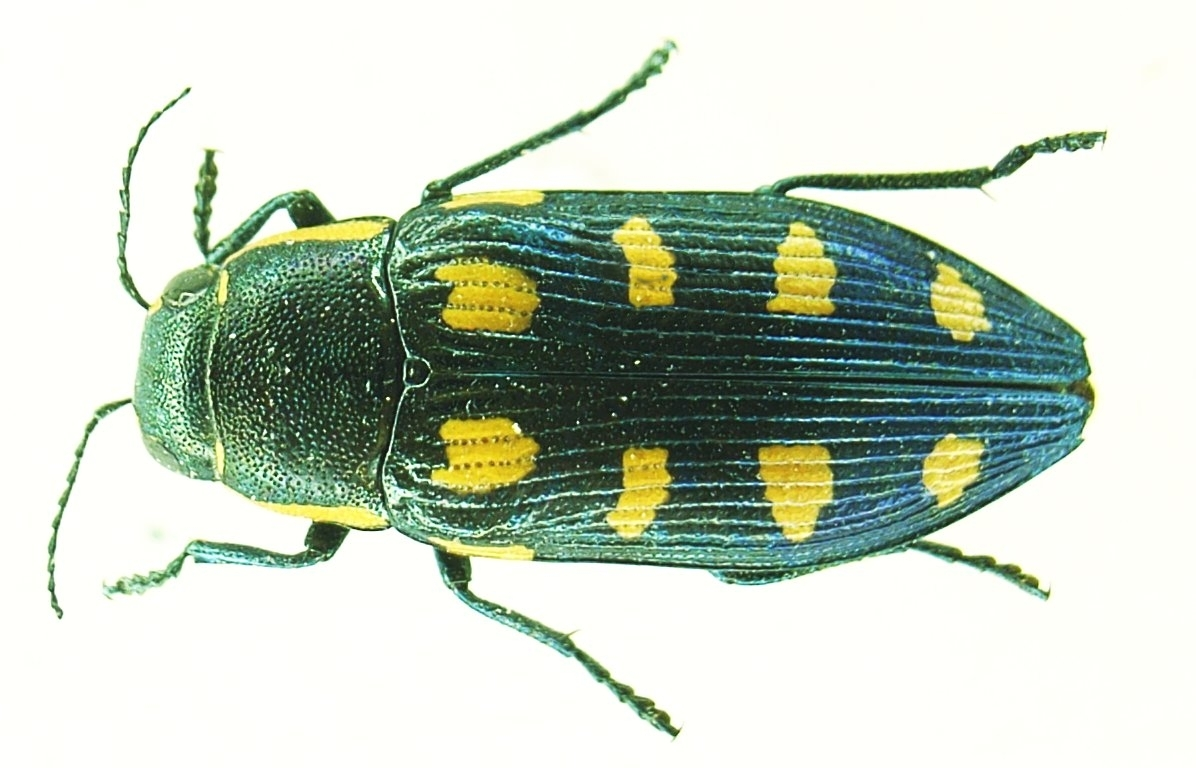
Bogatek ośmioplamkowy z rodziny bogatkowatych.

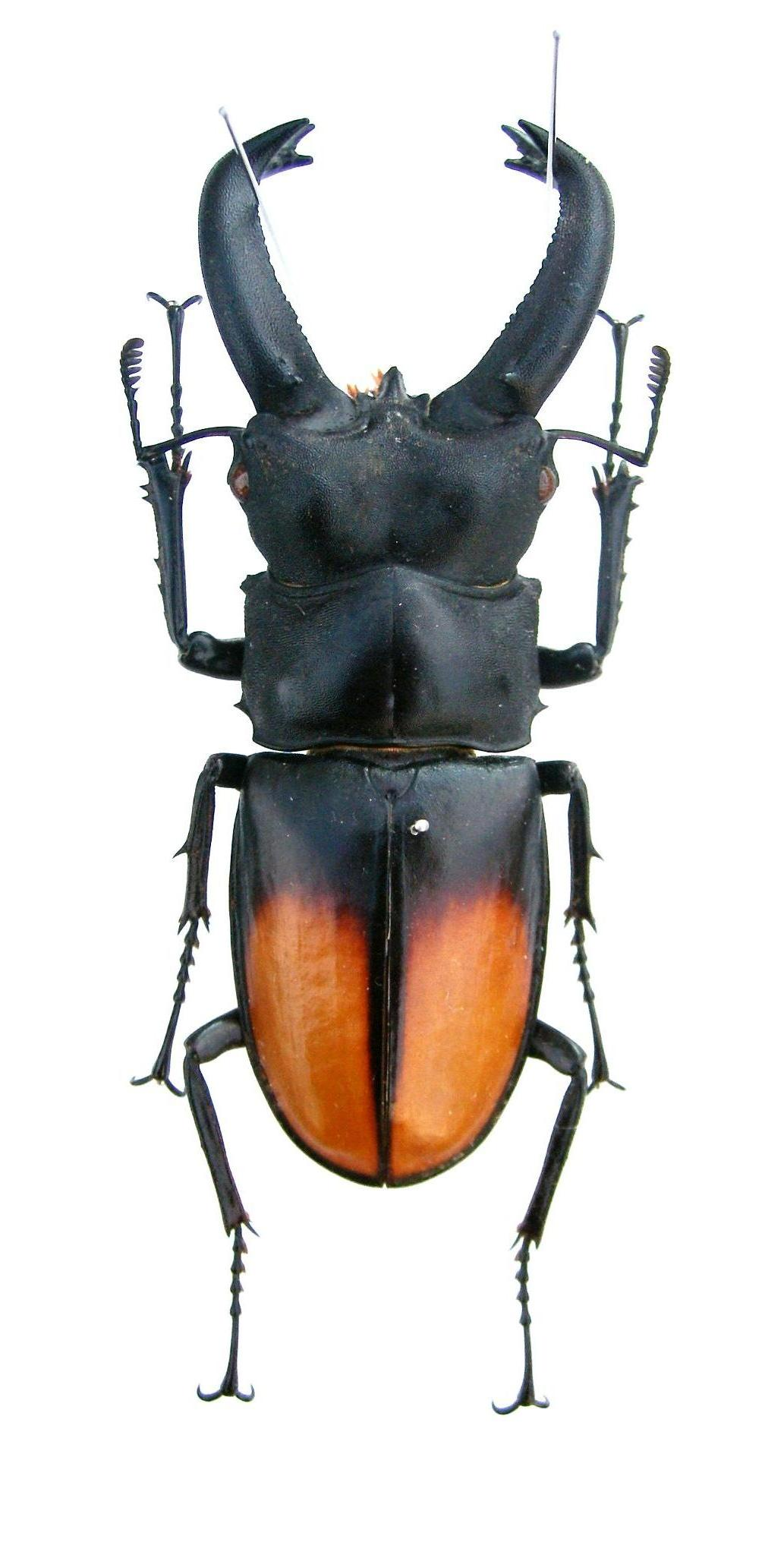
Hexarthrius parryi deyrollei z rodziny jelonkowatych

Chrząszcze wielożerne (Polyphaga) – podrząd owadów z rzędu chrząszczy. Obejmuje ponad 320 000 opisanych gatunków, będącą największą monofiletyczną grupą chrząszczy. Jego przedstawiciele wykazują rozmaitość specjalizacji i adaptacji. Długość ich ciała  mieści się w przedziale od 0,3 do 155 mm. Żywią się różnorodnym pokarmem.
W Polsce występuje ponad 5500 gatunków.

## Opis
Mimo dużej różnorodności, znane są cechy charakterystyczne dla całego podrzędu. Na ich szyi obecne są płytki szyjne, choć mogą być wtórnie zanikłe. Pleura przedtułowia jest niewidoczna – ulega redukcji oraz przesunięciu do wnętrza panewki biodrowej, gdzie, zlana z krętarzykiem, tworzy endopleurę. W związku z tym brak u wielożernych szwów notopleuralnych, a spód przedplecza (hypomeron) graniczy z przedpiersiem. W skrzydłach tylnych charakterystyczne są m.in. brak komórki owalnej, haczykowate zakrzywienie żyłki medialnej, składane pole apikalne, brak pola zgięcia przecinającego żyłkę RA3+4 oraz prosta lub z przodu zagięta żyłka MP1+2. W budowie wewnętrznej charakterystyczny jest brak musculus mesocoxa-subalaris i musculus prosterno-coxalis oraz obecność u samic owarioli telotroficznych. Celem odróżnienia wielożernych od Adephaga wymienia się również: zwykle ruchome połączenie bioder odnóży tylnych z zapiersiem i niegłaszczkopodobne żuwki zewnętrzne. U larw występują dwie cechy współdzielone tylko z Myxophaga: pięcioczłonowe odnóża i występowanie pojedynczego pazurka na stopie.

## Systematyka
Takson ten wprowadzony został w 1886 przez Emery'ego i od tego czasu jest szeroko uznawany w klasyfikacji. Kolbe w 1909 podzielił wielożerne na dwie grupy: Haplogastra i Symphionata. W systematyce Lawrence'a i Newtona z 1995 podzielono je na pięć serii (infrarzędów): Staphyliniformia, Scarabaeiformia, Elateriformia, Bostrichiformia i Cucujiformia. W systematyce Boucharda i innych z 2011 wyróżniono jeszcze serię Derodontiformia. Wiele analiz filogenetycznych wskazuje również na zasadność wyróżnienia siódmej serii: Scirtiformia. Podział do nadrodzin według Boucharda po uwzględnieniu tego ostatniego kroku oraz zmian dokonanych przez Robertsona i innych w 2015 przedstawia się następująco:
- Staphyliniformia – kusakokształtne
  - Hydrophiloidea – kałużnice
  - Staphylinoidea – kusaki
- Scarabaeiformia – żukokształtne
  - Scarabaeoidea – żuki
- Elateriformia – sprężykokształtne
  - Dascilloidea
  - Buprestoidea – bogatki
  - Byrrhoidea – otrupki
  - Elateroidea – sprężyki
- Scirtiformia
  - Scirtoidea
- Derodontiformia
  - Derodontoidea
- Bostrichiformia – kapturnikokształtne
  - Bostrichoidea – kapturniki
- Cucujiformia
  - Lymexyleoidea
  - Tenebrionoidea – czarnuchy
  - Cleroidea – przekraski
  - Chrysomeloidea – stonki
  - Curculionoidea – ryjkowce
  - Cucujoidea – zgniotki
  - Coccinelloidea